# Mereni (gmina w okręgu Teleorman)
Mereni – gmina w Rumunii, w okręgu Teleorman. Obejmuje miejscowości Merenii de Jos, Merenii de Sus i Ștefeni. W 2011 roku liczyła 3084 mieszkańców. 